# Рейнс (окръг, Тексас)
Окръг Рейнс (на английски: Rains County) е окръг в щата Тексас, Съединени американски щати. Площта му е 671 km², а населението - 9139 души (2000). Административен център е град Емъри.